# Medronho

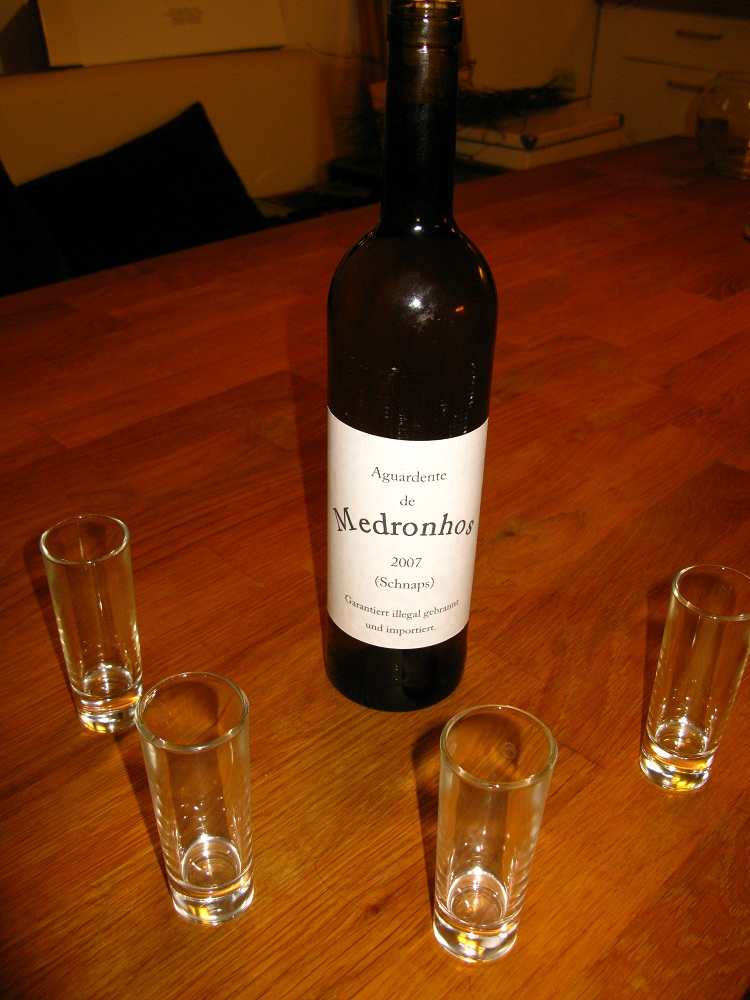
Selbstgebrannter Medronho

Der Aguardente de Medronho ist ein traditioneller Obstschnaps aus Portugal, der aus der Frucht des Westlichen Erdbeerbaums (Medronho) gewonnen wird, einer Pflanze aus der Familie der Heidekrautgewächse (Ericaceae). Medronho-Bäume wachsen wild auf den teilweise kargen Böden der ländlichen Regionen wie Alentejo oder der inneren Algarve. Erdbeerbäume wachsen auch auf Sizilien und in anderen Anrainerländern des Mittelmeers.
Einen kommerziellen Anbau (Plantagen) von Medronho gab es bis vor kurzem nicht, die Früchte werden größtenteils im Dezember und Januar in mühsamer Handarbeit gesammelt und in privaten Destillen verarbeitet. Guten Aguardente de Medronho gibt es daher auch kaum in Supermärkten zu kaufen, sondern nur lokal, z. B. in Restaurants oder Artesanato-Läden der Serra algarvia. Die Hersteller haben inzwischen eine Lizenz zum Schnapsbrennen und verkaufen nummerierte Flaschen. Man muss Medronho nicht mehr in unetikettierten Flaschen kaufen, um diese portugiesische Spezialität kennenzulernen.
Viele Informationen zum Erdbeerbaum, seiner Verbreitung im westlichen Mittelmeerraum und seiner Verwendung in den lokalen Kulturen gibt es im „Museo de Medronho“ im Örtchen Alqueva am gleichnamigen Stausee im Alentejo.